# Archibracon szepligetii
Archibracon szepligetii är en stekelart som beskrevs av Charles Thomas Brues 1926. Archibracon szepligetii ingår i släktet Archibracon och familjen bracksteklar. Inga underarter finns listade.